# Бергамаску, Рафаэл Сантос
Рафаэ́л Са́нтос Бергама́ску, в Бразилии более известный как Рафаэл Ака́й (порт. Rafael Santos Bergamasco; Rafael Akai; 17 января 1986, Президенти-Пруденти, штат Сан-Паулу) — бразильский футболист, нападающий. Из известных команд выступал на взрослом уровне за «Парану», «Коринтианс» и «Ростов».

## Биография
Рафаэл Бергамаску на молодёжном уровне выступал за команды «Мирасола», «Параны» и «Коринтианса». На взрослом уровне дебютировал в 2005 году в чемпионате штата Сан-Паулу в составе «Мирасола». В 2006—2008 годах права на футболиста принадлежали «Коринтиансу», однако за «тиман» Рафаэл сыграл только в четырёх матчах, отметившись одним забитым голом в ворота «Паулисты». В основном в этот период он выступал на правах аренды за другие команды — парагвайский «2 мая» и бразильские «Мирасол», «Сан-Жозе» (Сан-Жозе-дус-Кампус) и «Лондрину». За «Сан-Жозе» в 2007 году забил один гол в Серии A2 Лиги Паулисты. За «Лондрину» отметился семью забитыми голами в Лиге Паранаэнсе.
В первой половине 2008 года выступал в России за «Ростов», провёл четыре матча. Бразилец не сумел закрепиться в составе новой команды, и уже в июле клуб объявил об уходе Рафаэла.
В 2009—2013 годах играл за ряд команд из низших дивизионов Бразилии — «Насьонал» (Сан-Паулу), «Жувентус» из Жарагуа-ду-Сул, «Марриньос», «Колораду», «Луверденсе», «Олимпию» из штата Сан-Паулу, «Нову-Амбургу» и «Гремио Пруденти» (ныне — «Гремио Баруэри»). В последние годы карьеры (в 2014, 2019 годах) играл на любительском уровне за «Ивиньему» и «Понтапораненсе».